# Cherrelle
Cheryl Anne Norton, känd under artistnamnet Cherrelle, är en amerikansk sångare och låtskrivare född 13 oktober 1958. Cherrelle upptäcktes av skivbolaget Tabu Records under tidiga 1980-talet och hon fick därefter produktionsduon Jimmy Jam & Terry Lewis som mentorer. Tillsammans skapades flera studioalbum som genererade framgångsrika musiksinglar under 1980-talet, däribland "I Didn't Mean to Turn You On" (1984), "Where Do I Run To" (1984), "Saturday Love" (1985), "Never Knew a Love Like This" (1988) och "Everything I Miss at Home" (1988).
Cherrelle är kusin till den yngre popsångerskan Pebbles.

## Diskografi
- Fragile (1984)
- High Priority (1985)
- Affair (1988)
- The Woman I Am (1991)
- The Right Time (1999)